# Cantonul Florange
Cantonul Florange este un canton din arondismentul Thionville, departamentul Moselle, regiunea Lorena, Franța.

## Comune
| Comune   | Populație (1999) | Cod poștal | Cod INSEE |
| -------- | ---------------- | ---------- | --------- |
| Florange | 11 472           | 57190      | 57221     |
| Uckange  | 6 688            | 57270      | 57683     |